# 国营小宛农场
国营小宛农场，是中华人民共和国甘肃省酒泉市瓜州县下辖的一个类似乡级单位。

## 行政区划
国营小宛农场下辖以下地区：
一分场村、二分场村、三分场村、四分场村、五分场村和农场村。